# HMAS Sydney (D48)
HMAS Sydney byl lehký křižník Royal Australian Navy třídy Leander. Patřil ke druhé skupině lodí této třídy, které se lišily uspořádáním pohonného systému a dvěma komíny. Křižník byl původně postaven jako HMS Phaeton. Na rozdíl od ostatních lodí této třídy u lodi Sydney nebyla přidána další čtveřice 102mm kanónů.
Sydney operoval nejprve ve Středomoří, 19. července 1940 bojoval v bitvě u mysu Spatha, ve které byl potopen italský lehký křižník Bartolomeo Colleoni. V únoru roku 1941 loď odplula do Fremantlu a v následujících měsících operovala převážně v australských vodách.
Dne 11. listopadu 1941 se Sydney západně od Austrálie střetl s německým pomocným křižníkem Kormoran. Kormoran plul do poslední chvíle pod nizozemskou vlajkou a spojenecký křižník tak dokonale překvapil. Sydney se potopil i s celou posádkou 645 mužů. Ovšem Kormoran dokázal také poškodit a i pomocný křižník skončil nedaleko na mořském dně.
Smrt všech členů posádky Sydney představuje největší ztrátu na australské válečné lodi za celou válku a Sydney je také největší spojeneckou lodí, která byla potopena i s celou svojí posádkou (u jeho sesterské lodi Neptune, která se potopila v minovém poli, přežil jediný námořník).
V březnu roku 2008 našel SV Geosounder vraky obou lodí. Nejprve 12. března byl nalezen vrak Kormoranu a 16. března byl nalezen Sydney. Vrak Sydney se nachází na pozici 26°14′37″ j. š., 111°13′3″ v. d. v hloubce 2470 metrů.